# Dasan Agung
Dasan Agung is een bestuurslaag in het regentschap Mataram van de provincie West-Nusa Tenggara, Indonesië. Dasan Agung telt 11.313 inwoners (volkstelling 2010).